# Carl Friedrich Flemming
Carl Friedrich Flemming (Jüterbog, 27 dicembre 1799 – Wiesbaden, 27 gennaio 1880) è stato uno psichiatra tedesco, tra i primi in senso moderno e fu anche direttore del manicomio di Schwerin e poi di quello di Sachsberg.
Fu uno dei primi studiosi di idrocefalia e delle malattie psichiatriche. Suo figlio fu il biologo cellulare Walther Flemming.